# Anisostena funesta
Anisostena funesta es una especie de coleóptero de la familia Chrysomelidae. Fue descrita científicamente por primera vez en 1885 por Baly.
Se encuentra en el sur de Estados Unidos hasta América central. Los adultos se encuentran en Paspalum, Poaceae, posiblemente la planta hospedera de las larvas.